# Roberto Cipriani
Roberto Cipriani (né le 2 mars 1945 à Rovato, Lombardie) est un sociologue italien contemporain.

## Biographie
Ayant obtenu sa maîtrise en Lettres en 1968 à l’Université de Rome La Sapienza avec une thèse sur  « la sociologie religieuse en Italie », il collabore, depuis 1971, à la revue La critica Sociologica, fondée et dirigée par Franco Ferrarotti. De 1990 à 1994, il est Président du « Research Committee » de Sociologia della religione auprès de l’International Sociological Association. De 1994 à 1998, il dirige la revue International Sociology. En 1997, il est Professeur émérite de Sociologie à l’Université Roma Tre où, de 2001 à 2012, il dirige le Département des Sciences de l’Education.
De 2004 à 2007, il est Président de l’Association italienne de sociologie et, de 2007 à 2008, coéditeur de l’Annual Review of Italian Sociology. De 2009 à 2015 il est Président du Conseil Européen des Associations Nationales de Sociologie, dans le cadre de l’European Sociological Association. En 2008 il a été Directeur d'Etudes à la Maison des Sciences de l'Homme à Paris. En 2006 il a été Chancellor Dunning Trust Lecturer à la Queen's University de Kingston, Canada (Autres Lecturers: Martha Nussbaum en 2001, Charles Taylor en 1998, Angela Davis en 1989, Stephen Jay Gould en 1988, Ivan Illich en 1984, Amartya Sen en 1982, Benjamin Spock en 1980, Michael Novak en 1979, John K. Galbraith en 1968, Daniel Bell en 1965).
Sa contribution principale à la théorie sociologique – formulée pour la première fois en 1984 – est celle d’une « religion diffuse »  s’affirmant à partir des processus d’éducation, de socialisation et de communication, et applicable aussi bien au contexte italien qu’aux autres cultures où domine une religion particulière. Il a effectué de nombreuses recherches empiriques comparatives sur les rapports entre solidarité et communauté dans différents pays : en Italie à Orune (Sardaigne), en Grèce à Episkepsi (Corfù), Piekary Śląskie en Pologne,  au Mexique à Nahuatzen (Michoacàn). Il est également le réalisateur de films documentaires scientifiques sur les célébrations des fêtes populaires, en particulier sur la Semaine sainte, en Italie à Cerignola, dans la région italienne des Pouilles (« Rossocontinuo ») et en Espagne à Séville (« Semana Santa en Sevilla »). Il a réalisé aussi un film documentaire sur un pueblo mexicain, la fête du Saint Patron à San Luis Rey au Mexique (« Las fiestas de san Luis Rey ») et, avec Emanuela del Re, un film de recherche sur le festival des festivals de Haifa ("Haifa's answer").
Il a été président de l'Association italienne des professeurs d'université (AIDU). Sur proposition et à l'invitation de Michael Burawoy, il s'est présenté (au XIIIe Congrès mondial de sociologie qui s'est tenu à Yokohama en 2014) comme candidat à la présidence de l'Association internationale de sociologie (ISA). Il dirige les séries "Modernité et société" d'Armando Editore et "Perspectives sur la sociologie de la religion" d'Edizioni Borla. Il est membre du comité de rédaction des revues Current Sociology, Religions, Sociedad y Religión, Sociétés, La Critica Sociologica, Religioni e Società. Il est le rédacteur en chef adjoint de la Blackwell Encyclopedia of Sociology. Il est associé à l'Institut de recherche sur la population et la politique sociale du Conseil national de la recherche. Il est président de l'ICSOR (Centre international pour la sociologie des religions : www.icsor.it). Il est l'auteur de plus de quatre-vingt-dix livres et de mille cent publications avec des traductions en anglais, français, russe, espagnol, allemand, chinois, portugais, basque, catalan, polonais et turc.

## Œuvres
- Dalla teoria alla verifica. Indagine sui valori in mutamento, La Goliardica, Roma 1978;
- Il Cristo rosso. Riti e simboli, religione e politica nella cultura popolare, Ianua, Roma 1985;
- La religione diffusa. Teoria e prassi, Borla, Roma 1988;
- Sud e religione. Dal magico al politico, Borla, Roma 1990 (in collaborazione con Maria Mansi);
- La religione dei valori. Indagine nella Sicilia centrale, Sciascia, Caltanissetta-Roma, 1992;
- Sociologie del tempo. Tra crònos e kairòs,  Euroma, Roma-Bari 1997;
- Sociology of Religion: An Historical Introduction, Aldine de Gruyter, New York 2000;
- Sociology of Religion: An Historical Introduction, China Renmin University Press, Beijing 2004-2005;
- Manuel de sociologie de la religion, L'Harmattan, Paris 2004;
- Manual de sociologia da religião, Paulus, São Paulo 2007;
- Manual de sociología de la religión, 2.a edición revisada y aumentada, Siglo Veintiuno Editores, Buenos Aires 2007;
- Il pueblo solidale, F. Angeli, Milano 2005;
- Nuovo manuale di sociologia della religione, Borla, Roma 2009;
- Sociologia del pellegrinaggio, FrancoAngeli, Milano 2012;
- (organizador), A religião     no espaço público. Atores e objetos, Terceiro Nome, São Paulo 2012, in     collaborazione con Oro, Steil, Giumbelli;
- Sociologia     Cualitativa, Biblos, Buenos Aires     2013;
- Din Sosyolojisi. Tarih ve Teoriler, Rağbet, Istanbul 2014;
- Sociology of Religion. An Historical Introduction, translated by L.     Ferrarotti, new introduction by H. G. Schneiderman, introduction by W. K.     Ferguson, Transaction, New Brunswick, USA, London, UK 2015;
- (a     cura), Nuovo manuale di sociologia, Maggioli Editore, Santarcangelo     di Romagna 2016;
- Diffused Religion. Beyond Secularization, Palgrave Macmillan, Cham     2017;
- (a     cura) Nuovo manuale di sociologia, Maggioli     Editore, Santarcangelo di Romagna 2018;
- L’incerta fede. Un’indagine quanti-qualitativa in Italia,     FrancoAngeli, Milano 2020.

Pour une bibliographie plus exhaustive à ce sujet, voir les publications et la bibliographie du Professeur R. Cipriani;

## Publications sur l’œuvre du prof. Roberto Cipriani
- Consuelo Corradi (a cura di), Cultura popolare, religione diffusa, analisi qualitativa: un sociologo italiano a cavallo tra due secoli. Studi in onore di Roberto Cipriani, Morlacchi, Perugia 2018;
- Costantino Cipolla (a cura di), La sociologia sovranazionale di Roberto Cipriani, FrancoAngeli, Milano 2021.